# Kászonyi Richárd
Nagykászonyi Kászonyi Richárd Sándor (Gád, Temes vármegye, 1887. december 20. – Budapest, 1955. szeptember 8.), Arad-Csanád-Torontál megye főispánja, Hódmezővásárhely törvényhatósági város főispánja, valamint Csonka-Bácsbodrog megye és Baja törvényhatósági főispánja, jogász, torontáli főszolgabíró.

## Élete
A 13. századig visszavezethető ősrégi nemesi nagykászonyi Kászonyi család sarja; Kászonyi Richárd ősapja nagykászonyi Kászonyi Gergely 1617. augusztus 6-án II. Mátyás magyar királytól szerezte a nemességét megerősítő címeres nemeslevelét. Apja nagykászonyi Kászonyi Sándor (1849–1924), földbirtokos, anyja csenei Vuchetich Ilona (1859–1937). Az apai nagyszülei nagykászonyi Kászonyi Károly (1809–1894), földbirtokos és bobdai Gyertyánffy Johanna (1820–1875) voltak. Az anyai nagyszülei csenei Vuchetich Sándor (1828–1895), földbirtokos, és gertenyesi Hollosy Etelka (1836–1906) voltak. Az apai nagyapai dédszülei nagykászonyi Kászonyi Sándor (1771–1850), királyi tanácsos, Torontál vármegye első alispánja, földbirtokos és omoraviczai Szalmásy Antónia voltak.
Gimnáziumi tanulmányait a temesvári piarista gimnáziumban végezte, majd a budapesti tudományegyetemre iratkozott be a jogi tanulmányok elvégzése céljából. Egyéves önkéntesi idejét a temesvári, császári és királyi 29. gyalogezrednél szolgálta le. Mint közigazgatási gyakornok, 1912-ben Torontáli vármegyénél kezdte szolgálatát, 1914-ben vármegyei aljegyző, röviddel később pedig szolgabíró lesz. 1914 július 29 én, a részleges mozgósításkor bevonul és mint tartalékos zászlós, előbb a szerb, majd az orosz fronton harcol. 1915 február 7-én orosz fogságba került és hét évig a krasznojarszki hadifogolytáborban élt Gyóni Gézával, a tragikus életű magyar költővel együtt. Innen, mint túszt, 1922-ben kicserélték és az év márciusában érkezett haza Magyarországra. Újra a vármegye kötelékébe lép és 1922 áprilisában a csonka-torontálmegyei, törökkanizsai járás szolgabírája, egy év múlva pedig ugyanennek a járásnak főszolgabírája lesz. Amidőn 1924-ben a csonkavármegyéket összekapcsolták, az egyesített Arad-Csanád- Torontál vármegyében a torontáli járás főszolgabirája lett, hiszenbor székhellyel. Mint főszolgabíró, kormányzói elismerésben részesült. 1937 februárjában Arad-Csanád-Torontál megye főispánjává nevezte ki a kormányzó. E főispán állásnak meghagyása mellett 1938. március 18-a és 1939. március 13-a között Hódmezővásárhely törvényhatósági város főispánja lesz. 1939-ben pedig Csonka-Bácsbodrog megye és Baja törvényhatósági főispánjává nevezték ki.

## Házassága és leszármazottjai
1924. október 16-án Felsődeákon, feleségül vette Hász Ilona Cecília Mária (Földeák, 1900. augusztus 16.–1953) kisasszonyt, akinek a szülei dr. Hász Sándor (1871–1927), Csanádvármegye árvaszéki elnöke, és földeáki Návay Mária (1879–1951) voltak. Az apai nagyszülei idősebb Hász Sándor (1824–1902), királyi tanácsos, 1848-49 honvéd főhadnagy, az aradi ágostai hitvallású egyház felügyelője, Arad szabad királyi város törvényhatósági bizottsági tagja, ügyvéd, és Nikolics Mária voltak. Az anyai nagyszülei földeáki Návay Dezső (1840–1904), földbirtokos, Csanádvármegye tiszteletbeli bizottsági tagja, és földeáki Návay Cecília (1843–1913) voltak. A földeáki Návay család őse Návay Pál 1711. március 3-án szerezte a címeres nemeslevelet I. József magyar királytól. Dr. Kászonyi Richárd főispánné Hász Ilona 1937. október 12-én  a makói MANSZ elnöke lett. Kászonyi Richárd és Hász Ilona frigyéből született:
- Kászonyi Sándor (Makó, 1925. szeptember 2. –2010). Felesége: Kozma Kornélia (Visznek, 1930. március 9.).
- Kászonyi Katalin (Makó, 1927. május 22. –Orosháza, 1992. december 2.). Férje: Varga Ferenc (Kiskunmajsa, 1919. június 28.–Orosháza, 1990. június 2.), gimnáziumi tanár, kántortanító.
- Kászonyi Veronika (Makó, 1930. szeptember 13. – Gödöllő, 1986. november 9.). Férje: Vattay Antal (Miskolc, 1929. szeptember 19. – Gödöllő, 1984. augusztus 16.), okleveles szakmérnök, Vattay Antal tábornoknak a fia.[19]